# باشگاه ورزشی ام صلال
باشگاه ورزشی ام صلال (به عربی: نادی أم صلال الریاضی) یک باشگاه ورزشی در شهر ام صلال و در کشور قطر می‌باشد که تیم فوتبال آن در لیگ ستارگان فوتبال قطر بازی می‌کند.
این باشگاه در سال ۱۹۷۹ میلادی تأسیس شده است. این باشگاه در گذشته با نام باشگاه التضامن شناخته می‌شد.
این تیم یک بار در سال ۲۰۰۸ به مقام قهرمانی در جام امیر قطر رسیده است و نایب قهرمانی در این مسابقات را هم در کارنامهٔ خود دارد.
همچنین ام صلال یک بار در سال ۲۰۰۹ به مقام قهرمانی در جام شیخ جابر قطر رسیده است و سابقهٔ نایب قهرمانی در این مسابقات را هم دارد.

## افتخارات
جام امیر قطر
- قهرمان (۱): ۲۰۰۸

جام شیخ جاسم قطر
- قهرمانی (۱): ۲۰۰۹

مقام چهارم لیگ قهرمانان آسیا
۲۰۰۹

## بازیکنان ایرانی
- علی جوکار(۲۰۱۰_۲۰۱۳)
- پژمان منتظری(۲۰۱۴_۲۰۱۵)
- آندرانیک تیموریان(۲۰۱۵_۲۰۱۶)
- پژمان خوبیاری(۲۰۰۸_۲۰۱۱)(۲۰۱۷_۲۰۱۹)
- روزبه چشمی(۲۰۱۹_۲۰۲۰)